# 水野年方顕彰碑

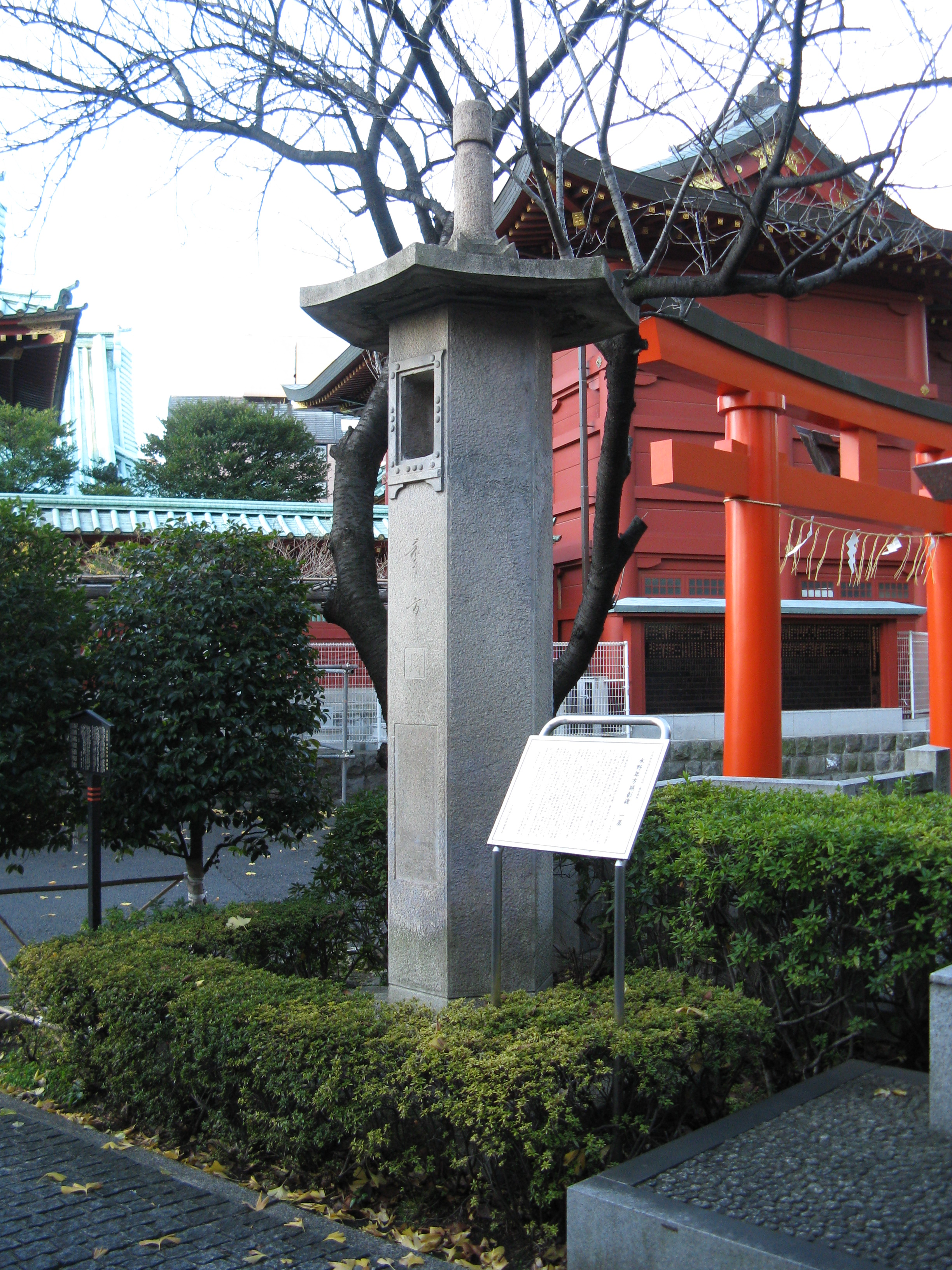
水野年方顕彰碑。

水野年方顕彰碑（みずのとしかたけんしょうひ）とは、浮世絵師水野年方を顕彰するために建立された石碑のこと。

## 解説
水野年方の十三回忌の前年にあたる大正12年（1923年）5月、年方の門下生及び賛同者により神田明神の境内に建立された石碑である。石柱の上に笠石を載せ、上部に火袋を設けた献燈の形をしており、神田明神社殿の真裏にある末廣稲荷社の右脇に現存する。碑裏面の氏名は小山光方から平田月方までの31名が年方の門人、藤浦富太郎以下の者が年方の縁故者である。

## 碑文
- 以下碑文の内容は「水野年方とその門下」（『近代画説』第九号所収）による。なお碑表面の本文は句読点が無いので、読みやすさを考え適宜文章に空白を設けた。
- 碑裏面は「水野年方とその門下」によれば横並びにして4段に分けて記している。また碑裏面の括弧（）は、「水野年方とその門下」において「判読に苦しむところ」とされる箇所である。